# Torneo de Nottingham 2023
El Rothesay Open Nottingham 2023 fue un torneo profesional de tenis jugado en canchas de césped al aire libre. Fue la 14.ª edición del evento para las mujeres. Se llevó a cabo en Nottingham (Reino Unido) entre el 12 y el 18 de junio de 2023.

## Cabezas de serie

### Individuales femenino
| Tenista             | Ranking | Preclasificada |
| María Sákkari       | 8       | 1              |
| Beatriz Haddad Maia | 14      | 2              |
| Magda Linette       | 21      | 3              |
| Donna Vekić         | 22      | 4              |
| Anhelina Kalínina   | 26      | 5              |
| Shuai Zhang         | 31      | 6              |
| Camila Giorgi       | 37      | 7              |
| Lin Zhu             | 40      | 8              |

- Ranking del 5 de junio de 2023.[2]

### Dobles femenino
| Tenista                        | Ranking | Preclasificadas |
| Anna Danilina Yifan Xu         | 49      | 1               |
| Asia Muhammad Giuliana Olmos   | 52      | 2               |
| Hao-ching Chan Yung-jan Chan   | 63      | 3               |
| Nadia Kichenok Alicja Rosolska | 94      | 4               |

## Campeonas

### Individual femenino
Katie Boulter venció a  Jodie Burrage por 6-3, 6-3

### Dobles femenino
Ulrikke Eikeri /  Ingrid Neel vencieron a  Harriet Dart /  Heather Watson por 7-6(8-6), 5-7, [10-8]